# Бэйли, Тимоти
Тимоти Марк Бейли (родился 11 мая 1979 года в городе Абердине) — шотландский слалом каноист, представляющий Великобританию. С середины 1990-х годов соревнуется в дисциплине К-1, потом перешёл на С-2. Олимпийский чемпион в дисциплине С-2 на летних Олимпийских играх 2012 в Лондоне.

## Биография
Тимоти Марк Бейли учился в университете Ноттингема, в академии Westhill Academy. Принимал участие в соревнованиях по гребле на байдарках и каноэ слаломе на чемпионатах мира, Европы и Олимпийских играх.
В 2013 году награждён орденом Британской империи (The Most Excellent Order of the British Empire, МВЕ) за заслуги в спорте.

## Спортивные достижения
Бейли и его напарник Этьен Стотт завоевали две бронзовые медали в дисциплине C-2 в командных соревнованиях по гребле на байдарках и каноэ слаломе на чемпионатах мира (2009, 2011). В 2009 году на чемпионате Европы по национальным водным видов спорта в Ноттингеме, Англия они также завоевали бронзовую медаль в дисциплине С-2. В 2009 году заняли четвёртое место на чемпионате мира по гребному слалому в Ла-Сеу-д’Уржель. Завоевали серебряную и бронзовую медаль в С-2 общекомандном зачете на чемпионате Европы. В 2012 году в составе британской команды завоевали золото на чемпионате Европы в Аугсбурге в С-2 командном зачете.
На летних Олимпийских играх 2012 года Бейли и его партнер Этьен Стотт завоевали золотую медаль.